# Conquista cruzada de Mallorca
El asalto pisano-barcelonés o cruzada pisano-catalana a las islas Baleares, que en la época eran una taifa musulmana, consistió en una expedición en represalia por los actos de piratería cometidos por los musulmanes que la habitaban, llevada a cabo por Ramón Berenguer III y sus aliados, en 1114. Fundada en un tratado de 1113 entre la República de Pisa y el Conde de Barcelona, tenía como objetivo arrebatarles la isla a los musulmanes e impedir el ataque y entorpecimiento a los convoyes y naves de los comerciantes cristianos que por entonces navegaban por el mar Mediterráneo. A pesar de que Mallorca quedó de nuevo en poder musulmán, sirvió para sentar las bases del futuro poderío naval catalán y para fortalecer los contactos comerciales en el Mediterráneo.
La expedición, que terminó en cruzada, estaba compuesta por fuerzas de diversos territorios mediterráneos que habían sufrido asaltos por parte de los piratas musulmanes. Además de los contingentes aportados por Pisa y Barcelona, también participaron Guillermo de Montpellier y Eimeric de Narbona, con caballeros, infantes y navíos, así como diversos nobles del Rosellón y de Provenza. Asimismo, contó con el apoyo del papa Pascual II y la participación de muchos señores de Cataluña y Occitania, así como contingentes de la Italia septentrional y central, Cerdeña y Córcega. Los cruzados fueron inspirados tal vez por el ataque del rey noruego Sigurd I en Formentera en 1108 o 1109 durante la cruzada noruega.
El contingente militar arribó a la bahía de Madina Mayurqa el 22 de agosto de 1114, aunque primero fondeó entre el faro de Cala Figuera y la actual localidad de Cala Mayor, para luego dirigirse hacia la zona de Can Pastilla, donde se encontraba un amplio arenal que distaba unas seis millas de las murallas de la ciudad. Aunque logró la victoria sobre los musulmanes que ocupaban Mallorca, Ramón Berenguer III tuvo que regresar a Barcelona a hacer frente a una ofensiva almorávide que amenazaba con apoderarse de sus tierras, por lo que no pudo consolidar el dominio cristiano sobre las Baleares.
A finales de junio, la expedición llegó a Ibiza, cuyo alcázar fue conquistado el 11 de agosto, tras un asedio de treinta días. Los cruzados liberaron a los cautivos cristianos, saquearon la isla y derribaron las fortificaciones. Se estima que los cruzados estaban inspirados tal vez por el ataque del rey noruego Sigurd I en Formentera en 1108 o 1109 durante la cruzada noruega.
El documento pisano llamado Liber maiolichinus, fechado entre 1117 y completado en 1125, es la fuente principal del evento, además de ser la referencia documental más antigua conocida a Cataluña y a los catalanes, ya que en él se hace referencia al conde de Barcelona como Dux Catalensis o Catalanensis y catalanicus heros, mientras que sus súbditos son denominados Christicolas Catalanenses.

## Tratado y preparación
En 1085 el papa Gregorio VII había concedido soberanía sobre las Islas Baleares a Pisa. En septiembre de 1113 una flota pisana hizo una expedición a Mallorca pero fue puesta fuera de curso por una tormenta y terminó cerca de Blanes, en la costa de Cataluña, que inicialmente se confundió con las Islas Baleares. Los pisanos se reunieron con el conde de Barcelona en el puerto de San Feliu de Guíxols, donde el 7 de septiembre se firmó un tratado de causa corroborandae societatis et amicitiae (en español: Por la causa de la cooperación social y la amistad). En concreto los pisanos estaban exentos de la usagium y el jus naufragii en todos los territorios, presentes y futuros, del conde de Barcelona.
La única copia sobreviviente del tratado entre Pisa y Barcelona se encuentra interpolados en una carta que Jaime I concedió a Pisa en 1233. Afirma que la reunión no fue planeada, y fue aparentemente arreglado por Dios. Algunos eruditos han expresado dudas acerca de la falta de preparación, citando la respuesta de los catalanes a la presencia de los pisanos como evidencia de algún contacto previo. La atribución de la reunión a la Providencia por sí solo puede haber sido preparado para añadir un "aura de sacralidad" de la alianza y la cruzada.

## Conquista y pérdida
La flota combinada con cruzados atacaron Ibiza en junio, destruyendo sus defensas, ya que Ibiza se encontraba entre Mallorca y el continente y que había supuesto una amenaza continua durante un asedio. El Liber maiolichinus también registra la captura de prisioneros, que estaban tratando de esconderse en careae (probablemente cuevas), en Formentera. 
Ibiza estaba bajo el control cruzado de agosto. Los cruzados invadieron Palma de Mallorca en agosto de 1114. A medida que el sitio se prolongaba, los condes de Barcelona y Ampurias entraron en negociaciones de paz con el gobernante musulmán de Mallorca, pero el cardenal Pietro Moriconi y el arzobispo de Pisa, intervinieron para poner fin a las discusiones. Es probable que los gobernantes catalanes, cuyas tierras estaban más cerca de las Baleares, esperaban el pago anual de las parias (tributos) a los musulmanes y el cese de las incursiones de los piratas a cambio de levantar el sitio.
Refuerzos, almorávides desde el puerto ibérico de Denia, sorprendió con una flotilla de seis pisanos. En abril de 1115 la ciudad capituló y toda su población fue esclavizada. Esta victoria fue seguida por la captura de la mayoría de los asentamientos más importantes de Baleares y la liberación de la mayoría de los cristianos cautivos en las islas.
El gobernante musulmán independiente de la taifa fue llevado de vuelta a Pisa como cautivo. La mayor victoria, sin embargo, fue la aniquilación de la piratería en Mallorca.
La hazaña no duró más que unos pocos meses. En 1116 las islas Baleares fueron reconquistadas por los almorávides de la península ibérica.